# Джміль польовий
Джміль польовий (Bombus pascuorum) — вид комах ряду перетинчастокрилих.

## Поширення
Європа, Передня Азія, Кавказ, Сибір і Далекий Схід Росії, крім безлісних тундрових районів. 
Вид поширений по всій території України.

## Короткий опис імаго
Довгохоботковий. Довжина тіла у самців 10-16 мм, у самок 12-18 мм.

## Особливості біології та місця проживання
Гніздиться з ранньої весни наземно (або в старих спорудах). Чисельність родин невелика. Широкий полілект.  Він запилює рослини з родин бобові, складноцвіті, а також на деяких рослинах з родин шорстколисті, березкові, розові, губоцвіті, дзвоникові, лілійні, ранникові.

## Галерея

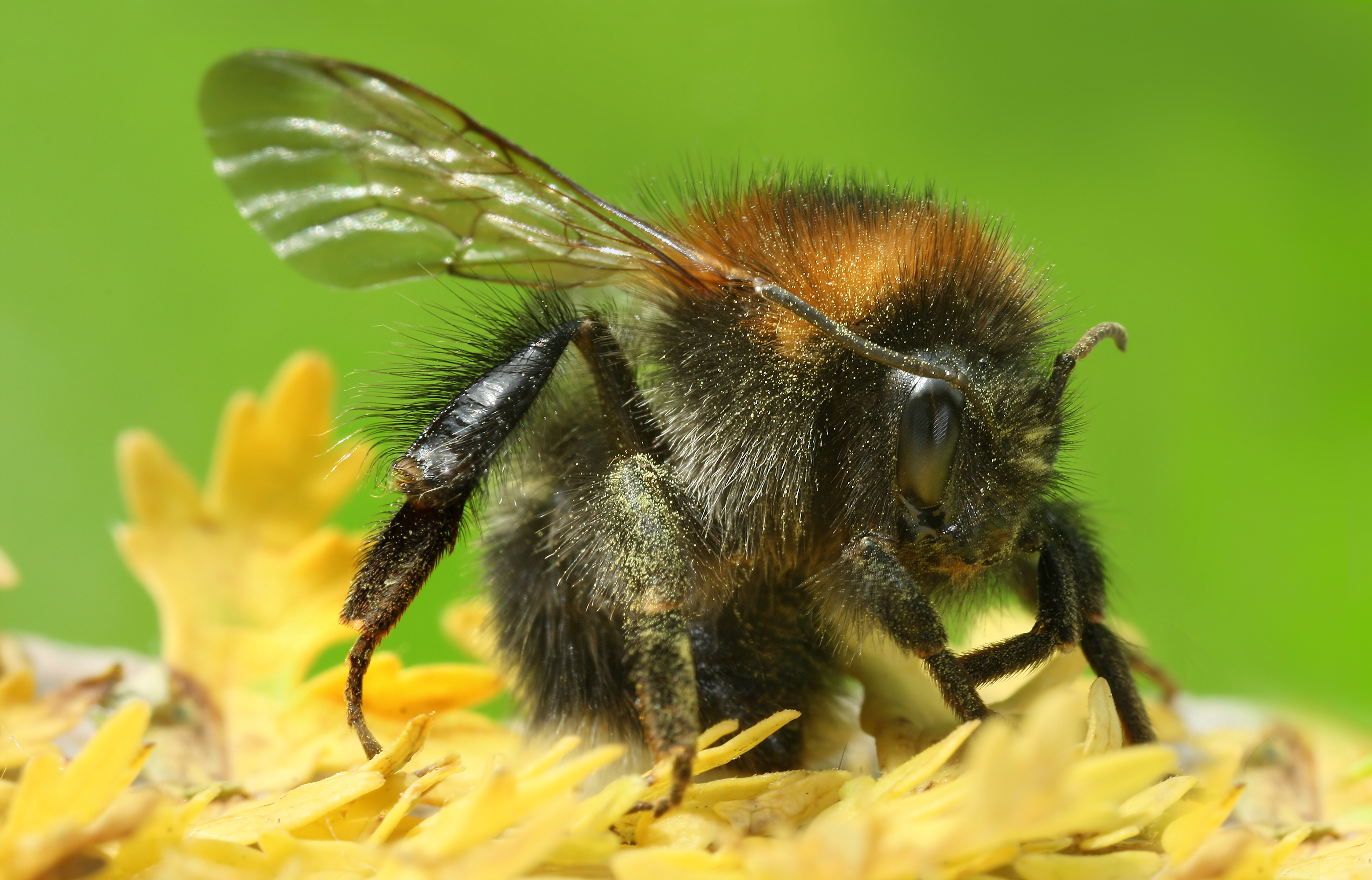
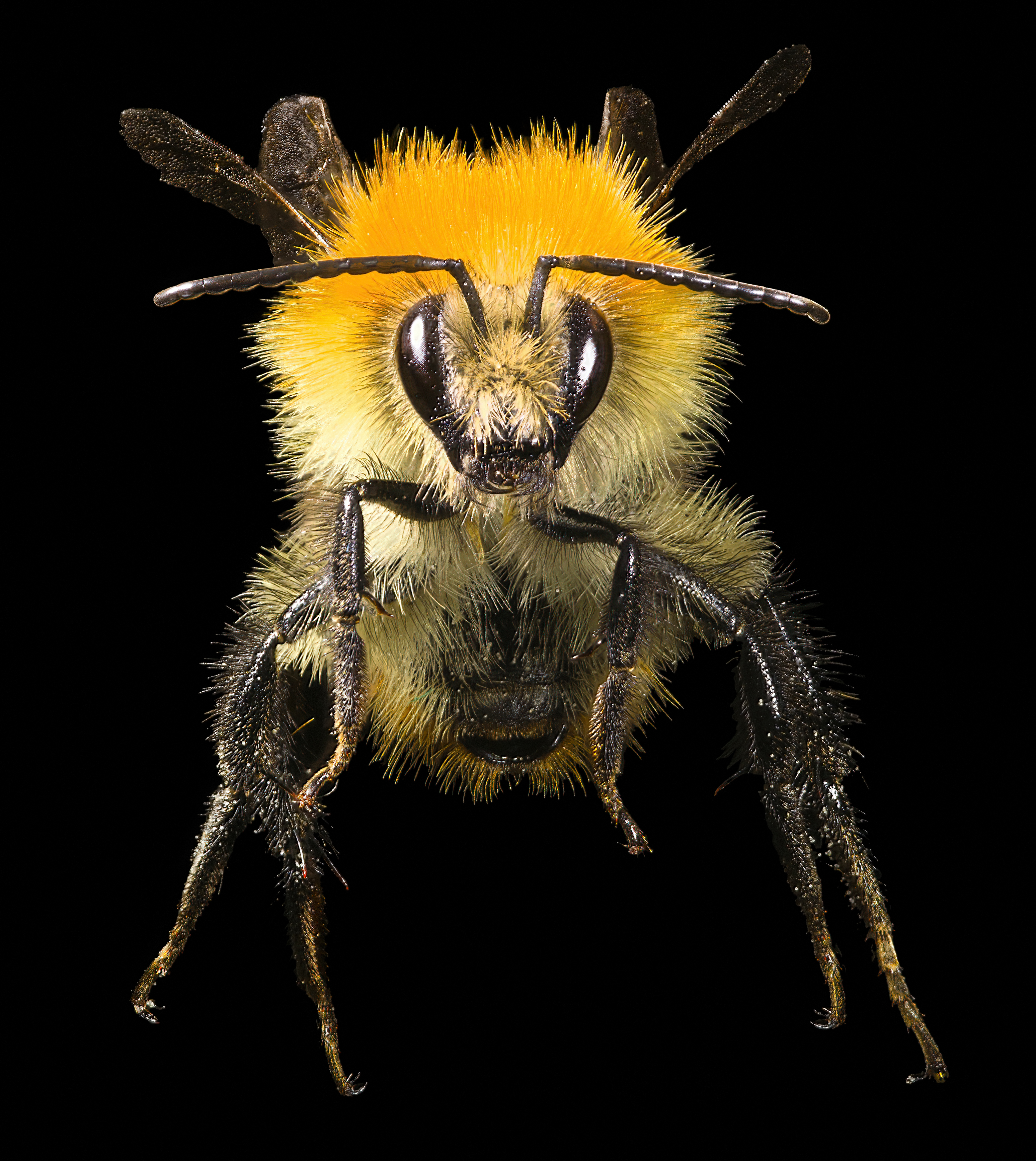
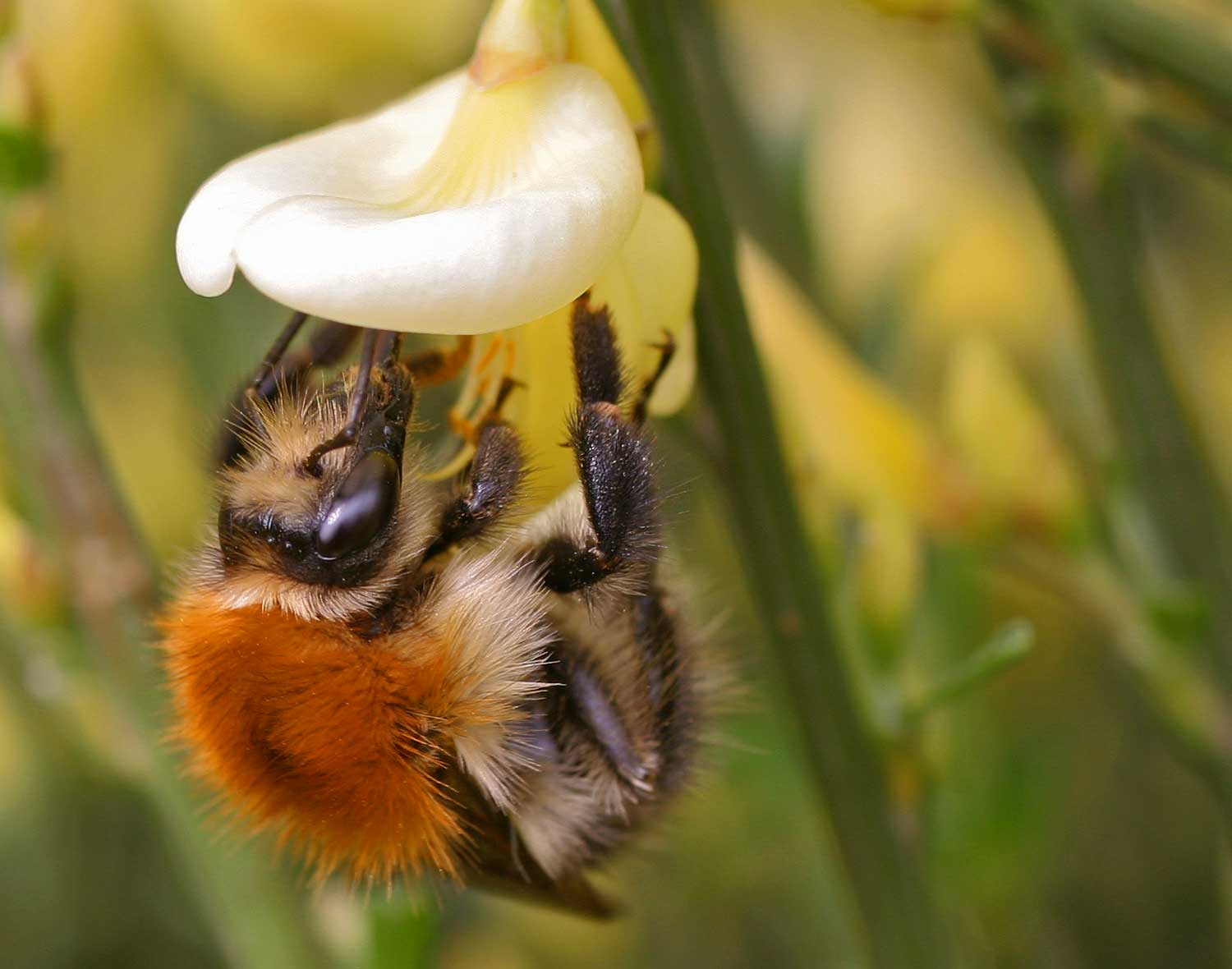
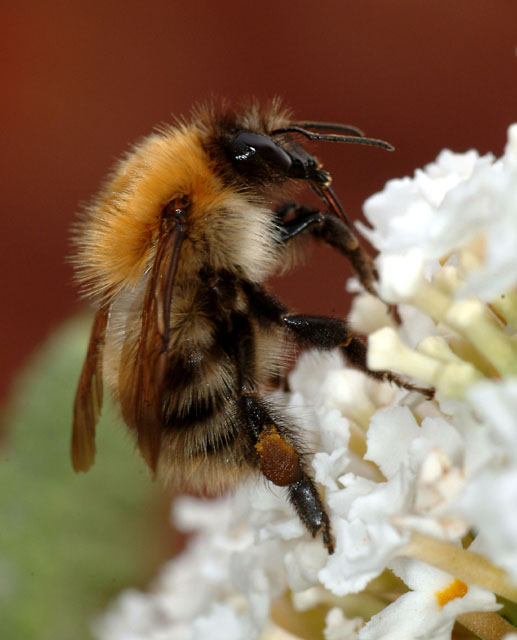
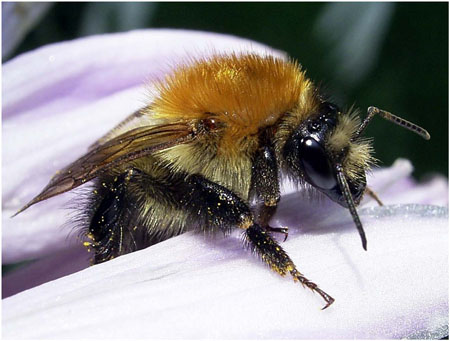
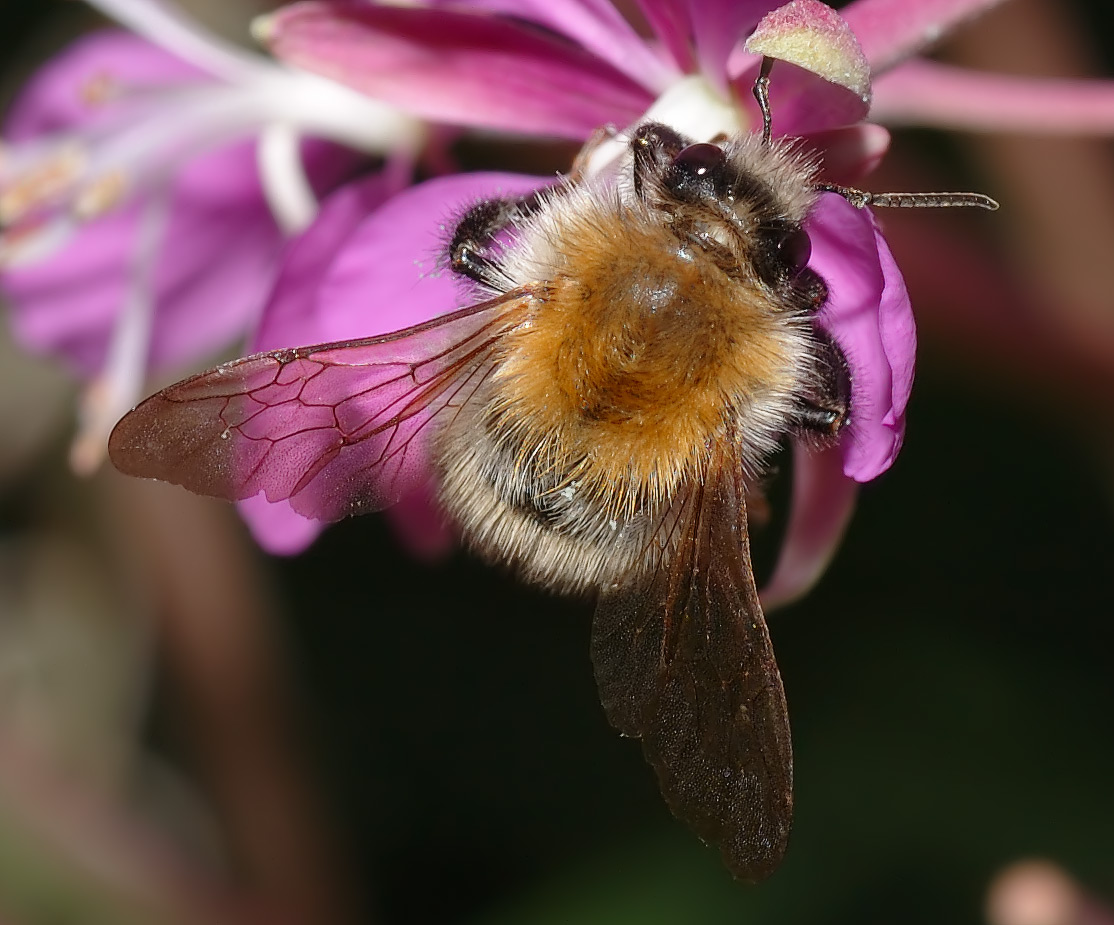
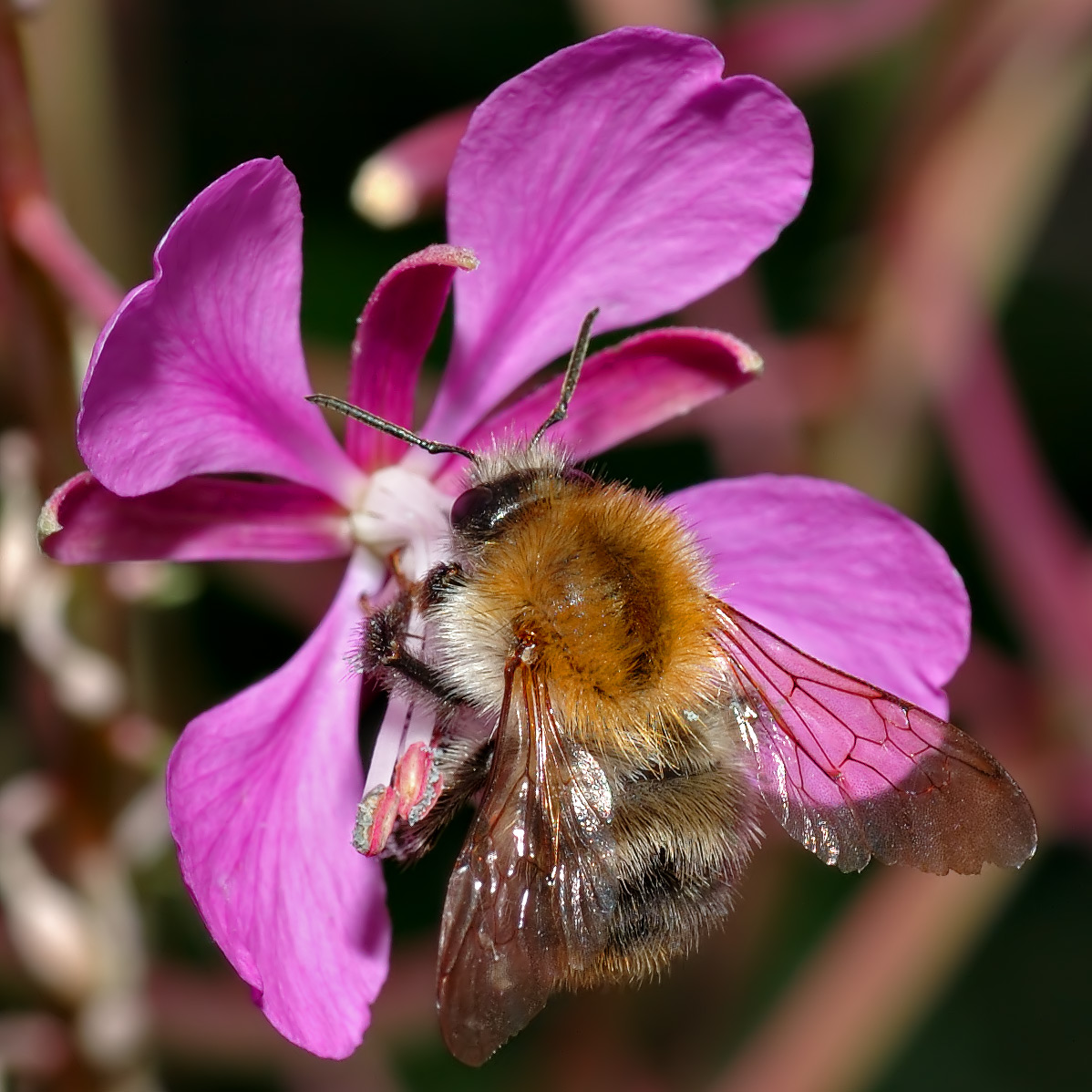
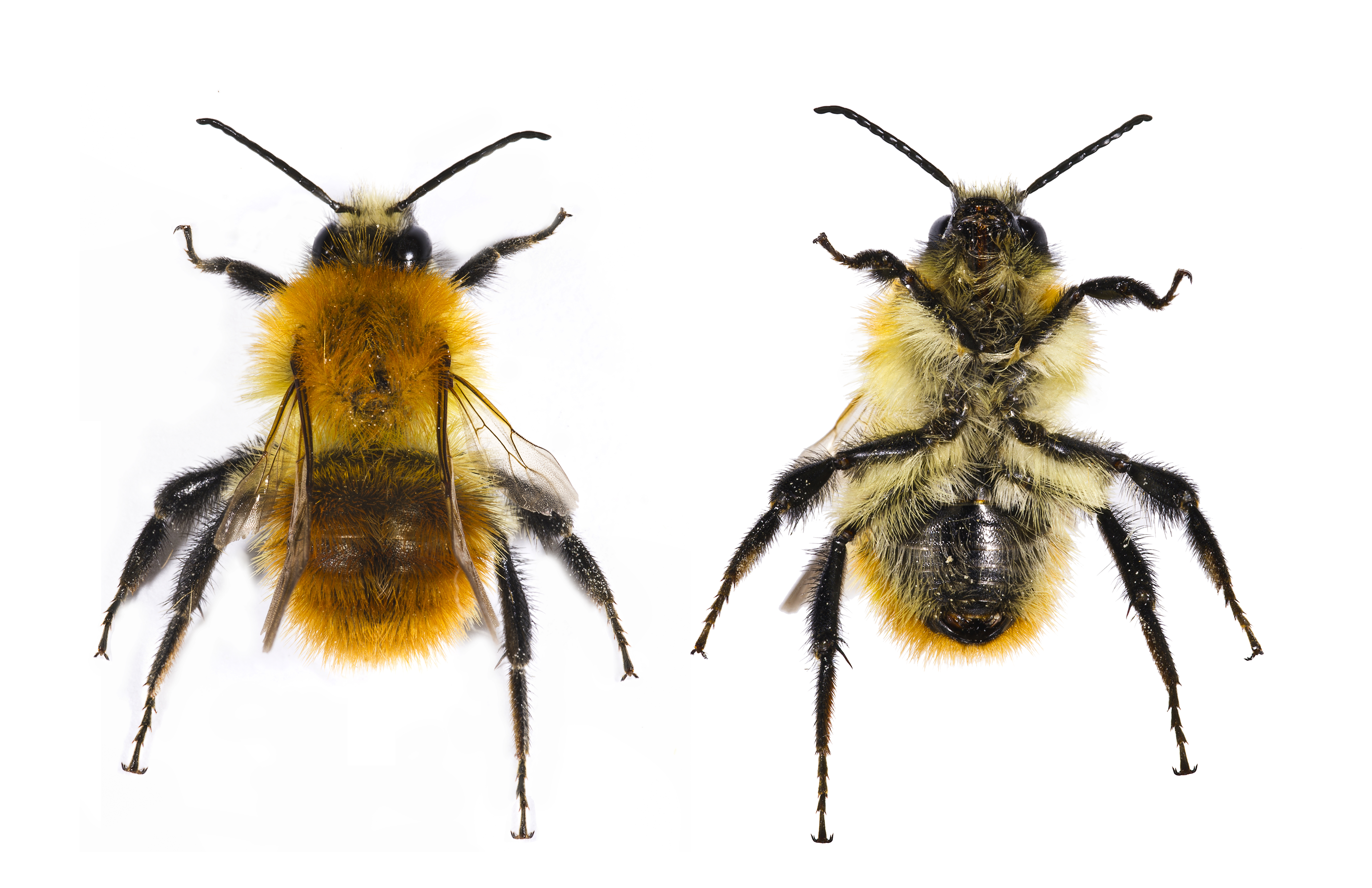
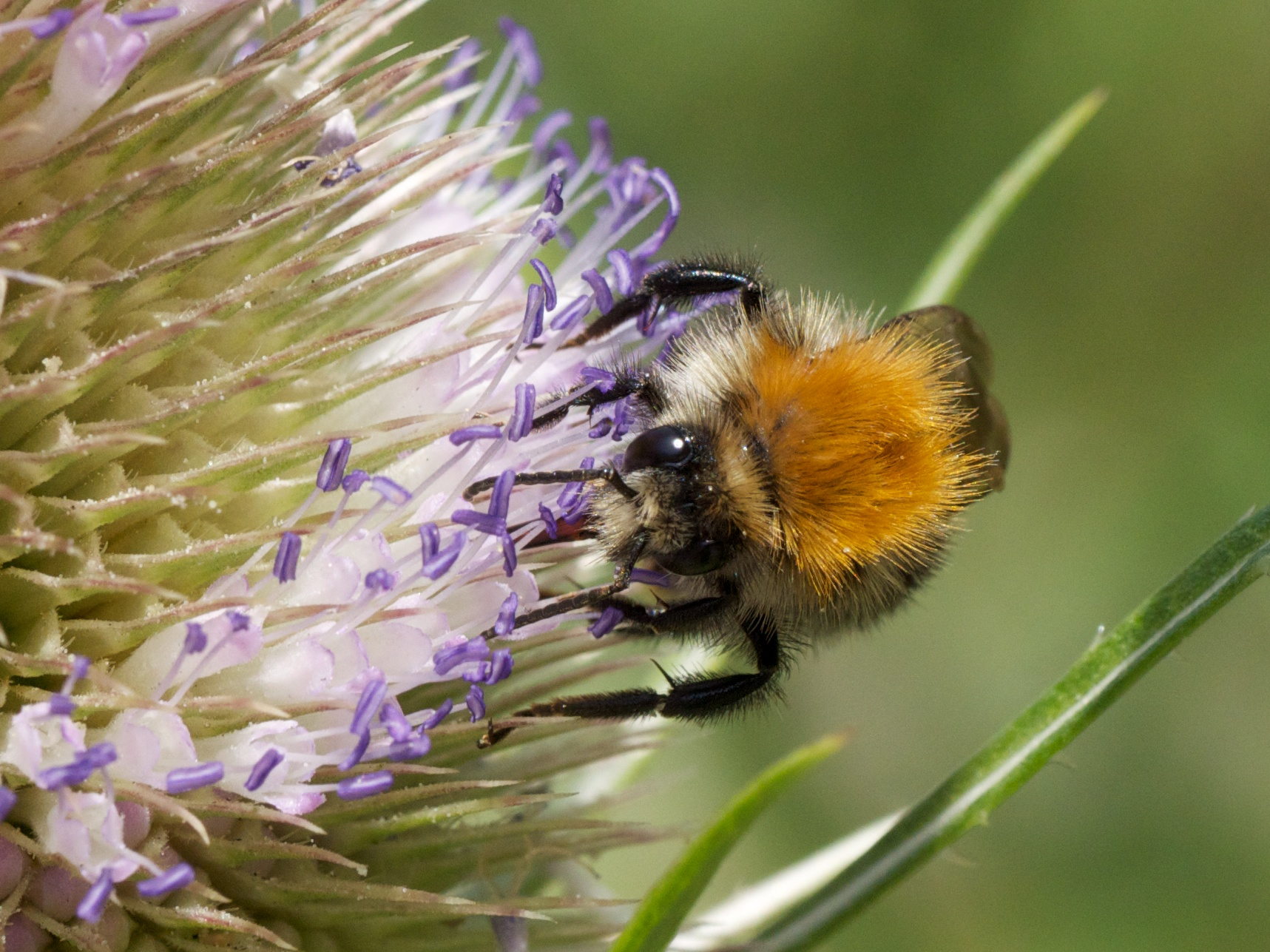
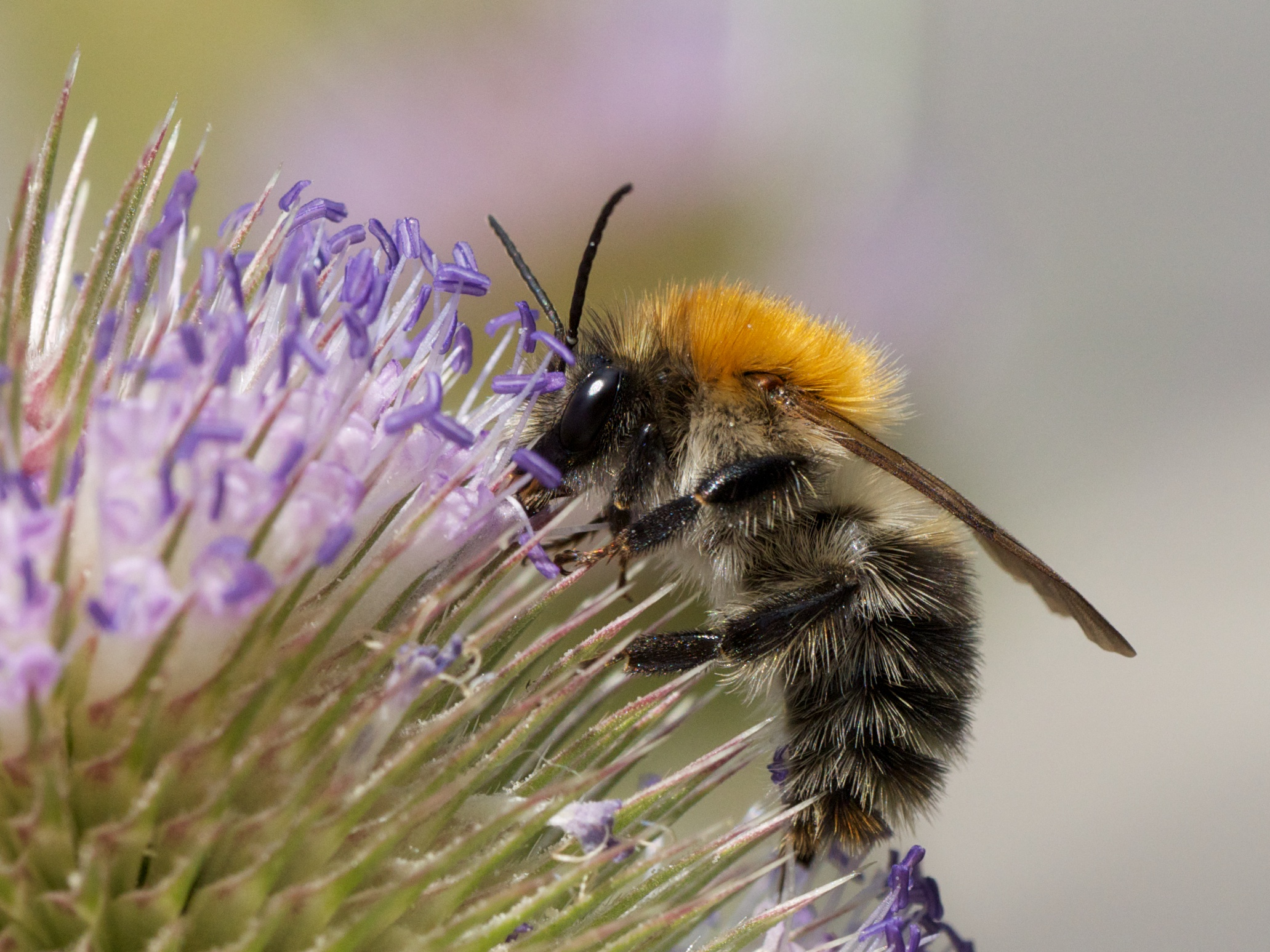